# 三井高利

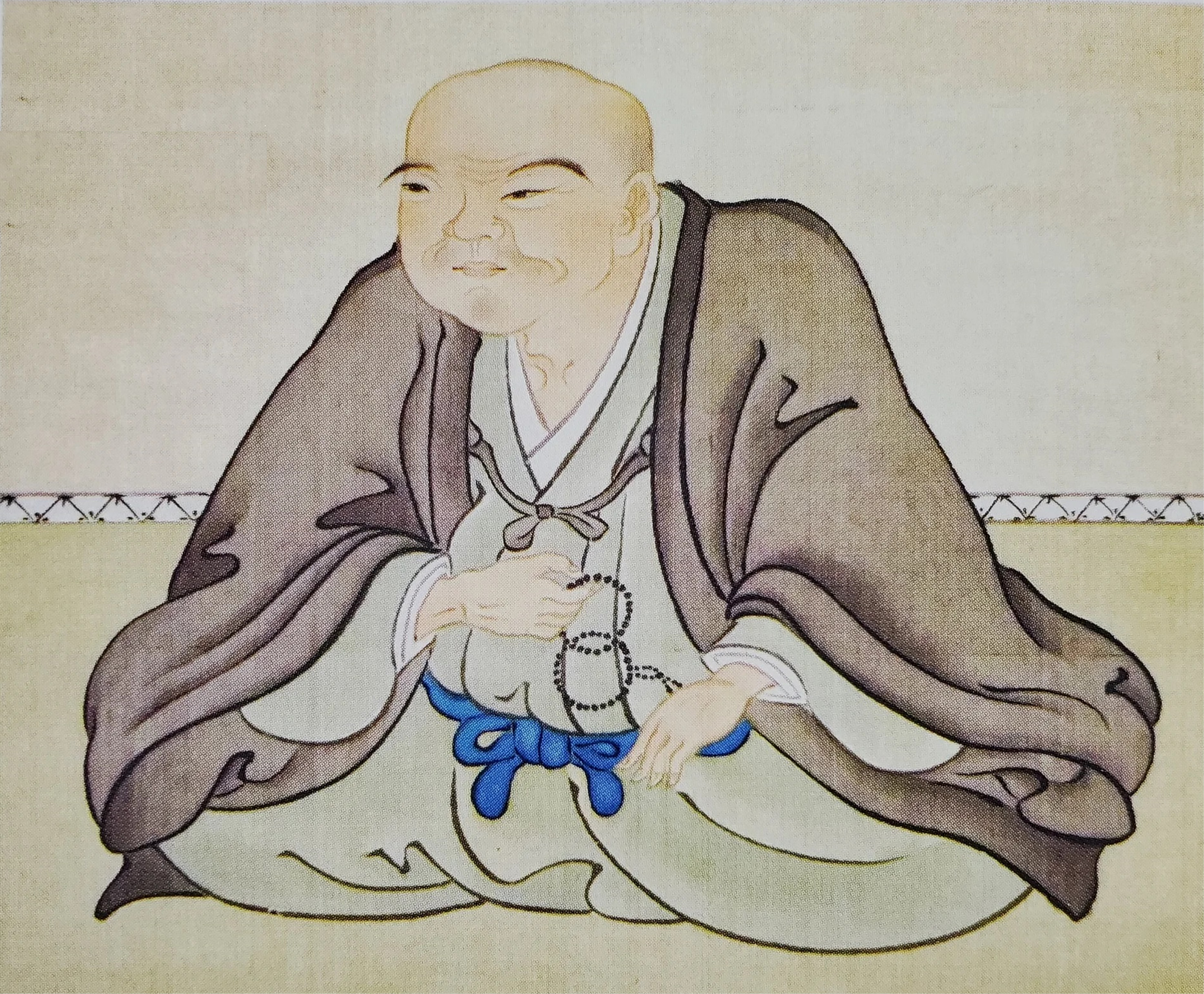
松阪市郷土資料室所蔵「三井高利夫婦像」の一部

三井 高利（みつい たかとし、元和8年（1622年） - 元禄7年5月6日（1694年5月29日））は、江戸時代の商人である。通称は八郎兵衛。三井家の基礎を築き、三井財閥（三井グループ）の中興の祖といわれる。「三井十一家」の基となった人物。

## 生涯

### 高利の祖先 近江から松阪へ
史実による確証はないが、家伝によれば三井家は平安時代の摂政太政大臣・藤原道長の末裔だとされている。道長の六男・長家から五代目の藤原右馬之助信生が、平安末期に近江に地方官として赴任し、武士になった。信生が琵琶湖の領地を視察中、三つの井戸を見つけ、そこに財宝があったことから、これを祝して三井姓に改めたとされている。三井家は守護大名・六角佐々木氏に仕えていたが、三井越後守高安の時代、天下統一を目指す織田信長によって滅ぼされた。主家を失った三井一族は近江から伊勢の地に逃れ、最終的に松坂（現・三重県松阪市）の近くの松ケ島の地に落ち着く。松阪の地で高安の子、三井則兵衛高俊は武士を捨て町人となり、質屋や酒・味噌の商いを始める。この店は、高安の官位越後守にちなみ「越後殿の酒屋」と呼ばれる。これが後の「越後屋」の屋号の起源になったと言われている。高俊には妻・殊法との間に4男4女があり、元和8年（1622年）、8番目に生まれた末子が「三井家の家祖」となる三井高利である。

### 出生から江戸進出まで
武士の子である高俊は商いに関心が薄く、家業は実質的に高利の母殊法が取り仕切っていた。丹羽の大商家・永井左兵衛の娘だった殊法は商才に富んだ女性で、信仰心が厚く、倹約家でもあり、息子らに大きな影響を与えた。三井家は少なくともこの地方では、当時から相当の豪商だったと見られる。営業の中心は貸金と質で、酒・味噌の商いは副業であったらしい。
長男・俊次は早くから江戸へ出て小間物屋を開店。後に呉服業も手掛けるようになり、同じく江戸へ下った三男・重俊とともに店を繁盛させた。一方、次男の弘重は桐生の桜井氏の養子になった。また、娘たちは全て南伊勢の豪商と縁組をしており、三井家が後に松阪・江戸・京都で商いを拡大させるときに大きく役立ったとみられる。
寛永12年（1635年）、14歳の高利は殊法から渡された10両分の松阪木綿を手に江戸へ旅立った。江戸に下った高利は長兄俊次の下、4丁目店で修行を重ね、その類まれな商才を発揮していく。この当時の三井家の江戸店は俊次と重俊の呉服店の2つだったが、店が繁盛するにつれて仕入れの関係から俊次はもっぱら京都で仕入れを手掛け、江戸の呉服店は重俊に任されるようになった。越後屋の屋号は重俊が江戸店を任されるようになった時代に使われ始めた。
重俊は、松阪の母を養う必要から寛永16年に帰郷、後釜として18歳になったばかりの高利が江戸店を任された。しかし、俊次からその才腕を忌避されていた高利は、28歳のとき、亡くなった重俊の代わりに母の面倒を見るよう言い含められ、単身松阪へ帰国する。
松坂に帰国した高利は豪商の中川氏の長女・かねを妻に迎え、10男5女をもうける。男子の子どもは15歳になると、江戸の商人の下に送って商売を見習わせた。松阪では、江戸での資金を元手に金融業にも乗り出して蓄財に励んだ。この時期には、庶民相手の質業をやめ、大名貸・米貸・郷貸などの大口の金融業が商いの中心になった。当時としては相当高利の貸付を行う金融業を営んでおり、この時期に巨額の資産を作った。
一方、帰郷して以降、高利が推薦した庄兵衛を手代頭に据え、江戸店の経営は正兵衛が、京都の仕入店は俊次が仕切っていたが、
延宝元年（1673年）、長兄・俊次が突然に病死したことを契機に、殊法の許しを得て、江戸進出を実行に移す。このとき、高利はすでに52歳だった。本町1丁目（現・東京都中央区日本橋本石町）に「三井越後屋呉服店」(越後屋。のちの三越) を開業。同時に京都にも仕入れ店を置き、高利は松阪で金融業を営みながら長男・高平たちに指示を出し、店を切り盛りさせた。このとき江戸で修行中の息子達は長男高平は21歳、次男高富は20歳、三男高治は17歳に達していた。

### 芝居千両、魚河岸千両、越後屋千両
経験を積んだ息子や人を配し、呉服店を開店させたとはいえ、当時の江戸にはすでに老舗大店が幾店も軒を連ねていた。当時の呉服屋は多額の資本が必要な商売だったので、高利が江戸店を開業した時は商品の数も少なく、仕入れ資本も脆弱だった。そこで、高利は新機軸の商法を展開していく。
1つは、諸国商人売 (末端の顧客ではなく、商人を相手にした卸売業) を始めた。利潤は薄くなったが、取引量が多く在庫の滞留を減らすことができたために、大きな利益を上げた。
それよりも有名になった商法が「店前売り」と「現金掛値なし」だった。それまでの呉服店は、代金は後日の掛け（ツケ）払いで、定価がなく客との交渉での駆け引きで売値を決める方法で、売買単位は1反単位が当たり前、得意先で見本を見せて売る方法が一般的だった。しかし、掛け売りは資金回収に時間がかかる上、支払いが滞れば大きな損失を抱えることになり、これが商品価格の高騰を招いていた。
高利は現金掛値無し（現金払いでの定価販売）、必要分だけ反物を切り売りし、店前（たなさき）売り（店頭で、現金を持っている人なら誰にでも販売する方法）を導入して繁盛する。これらは場末の小店舗で行われていた手法であり、中央の呉服店では体面の問題から導入していなかった。呉服業界においては斬新であり、顧客に現金支払いを要求する一方で良質な商品を必要な分だけ安価で販売した（ツケの踏み倒しの危険性がないためにそのリスク分を価格に上乗せする必要性がなかった）ために、顧客にとっても便利な仕組みだった。このほか、即座に仕立てて渡す「仕立て売り」も好評を呼び、越後屋はやがて江戸の町人から「芝居千両、魚河岸千両、越後屋千両」と呼ばれ、1日千両の売り上げを見るほど繁盛した。だが、これらの方法はそれまでの呉服店間でのルールに反するため、繁盛ぶりに嫉妬した同業者からは迫害され、組合からの追放や引き抜き、不買運動などの営業妨害にあうようになった。天和2年（1682年）の江戸の大火災で越後屋1丁目・2丁目店が焼失したこともあって、天和3年（1683年）高利は、本町1丁目から隣町の駿河町へ店舗を移転させた。駿河町に移転してからは商売はますます繁盛したが、その盛況ぶりについては井原西鶴の『日本永代蔵』の中に詳しく書かれている。貞享4年（1687年）からは、江戸幕府が越後屋を御納戸御用達として取り立てたことから、大名を相手にした呉服業が始まった。ただ、幕府や大名との商売はあまりうまみのあるものではなく、もっぱら越後屋の格式をあげることを目的に続けられていた。越後屋の御納戸御用達は享保3年（1718年）まで続くが、享保の改革により成り上がりの商人は締め出され、以後は幕府と取引することはなくなる。
なお、この頃に店内の結束強化と他店との違いを明らかにするため暖簾印として「丸に井桁三」が定められた。着想は高利の母・殊法の夢想によるものと伝えられ、丸は天、井桁は地、三は人を表し、「天地人」の三才を意味している。「丸に井桁三」がいつから用いられてきたか、正確な年月は不明だが、延宝5年（1677年）高利が56歳のころではないかとされている。

### 三井両替店 幕府為替御用方
店舗を駿河町に移転後に両替商を開業すると同時に、貞享3年（1686年）には仕入れ店のある京都にも両替店を開く。後述の公金為替業の請負人となってからは、大阪にも両替店を設けた。
当時、上方は銀建て、江戸は金建てだったため、大きな呉服商は常に為替相場に気を使っており、両替商を兼業する者も多かった。この時代には既に為替手形による送金が用いられており、商人の間では上方と江戸間で現金輸送されることはなかった。これは両替商による為替手形の現金化が必要なことを意味し、商売の規模が大きくなると両替手数料は巨額になる。また、この時代の貨幣制度は複雑で、金・銀・銭の3つが通用していただけでなく、それらの交換レートは日々変わっていた。したがって、釣銭を用意するにしてもその都度両替商に手数料を払って交換してもらう必要があった。そこで、自前で経営するほうが得であると考えた高利は両替商を始めた。つまり、始めた当時は両替商は呉服業の補助的な商売だったのである。しかし、次第に両替商の規模は大きくなり、呉服業よりも両替業の方が主体になっていった。
幕府は西日本の直轄領から取れる年貢米や重要産物を大阪で販売して現金に換え、それを江戸へ現金輸送していた。しかし、現金輸送には人件費がかかるほか、危険も多かった。そこで、これに代わる方法として、高利が幕府に為替の仕組みを献策したと言われている。ただし、これを裏付ける確実な資料は残っていない。この献策が、御側用人だった牧野成貞（常陸国笠間城主）の理解を得たために、元禄4年（1691年）、幕府から大阪御金蔵銀御為替御用を命ぜられたと推測されている。こうして大阪に江戸両替店を出店させ、三井両替店は幕府の為替御用方としての地位を確立する。また、幕府御用達の商人になったことに伴い、営業妨害も影を潜めた。
この公金為替は幕府の大阪御用金蔵から公金を受け取り、これを60日（後に90日ないし150日に改定される）後に江戸城に納めるもので、三井では大阪で委託された額を越後屋の売り上げから納めた。公金に手数料はつかなかったが、納付までの間は無利息で運用することが出来た。また、不渡りになった場合、幕府は訴訟の際に特別に保護を与えていたので、公金為替の請負業者の利益は莫大なものだった。この為替御用方は明治維新で幕府が倒れるまで続き、後の三井銀行（現在の三井住友銀行）の母体になる。
なお、江戸で成功を収めた高利だが、28歳で松阪へ帰郷して以来、再び江戸に下ったという正式な記録は残っていない。越後屋開店に伴い高利が江戸に足を運んだかは定かではないが、松阪の地にあって、息子たちに指示を出していたものと思われる。江戸の店の実務は主に長男高平らに任せていた。
貞享3年（1686年）、高利は、65歳になって居所を京都に移し、元禄7年（1694年）5月6日に73歳で死去した。元禄6年（1693年）に病床についてからは仏教信仰の世界に入っていた。高利はその遺言により故郷の松阪ではなく、京都の真正極楽寺（真如堂）に葬られた。
高利一代で築いた財産は7万両以上といわれている。江戸時代の商人には2つのタイプがあり、投機的で豪奢な生活を好み遊郭などで豪遊し、一方で仁義をわきまえるタイプの商人と、享楽を排除、貨幣商品経済を信奉し営利の追求にのみ邁進する商人である。高利は明らかに後者のタイプに属するが、それは時として極端な吝嗇の域にまで達している。そして、巨額の利益のうち一部でも社会事業の役に立てようと出費した例は、高利の言行にはついぞ見られなかった。
高利は長男の高平はじめ息子達や娘夫婦等に数家を創設させており、遺産はそこで共有するものとした。これが江戸期の豪商、後に財閥当主となる三井家である。
2022年（令和4年）は三井高利の生誕400年、2023年（令和5年）は三井越後屋創業350年にあたることから松阪市では記念事業を実施する。

## 家憲
高利は子孫のために家訓を残している。
- 一、単木は折れやすく、林木は折れ難し。汝等相協戮輯睦（きょうりくしゅうぼく）して家運の鞏固を図れ。
- 二、各家の営業より生ずる総収入は必ず一定の積み立て金を引去りたる後、はじめてこれを各家に分配すべし。
- 三、各家の内より一人の年長者を挙げ、老八分としてこれを全体の総理たらしめ、各家主はこの命にしたがうべし。
- 四、同族は、決して相争う事勿れ。
- 五、固く奢侈を禁ず。
- 六、名将の下に弱卒なし、賢者能者を登用するに意を用いよ。下に不平怨嗟の声なからしむる様注意すべし。
- 七、主は凡て一家の事、上下大小の区別無く、これに通暁する事に心掛けるべし。
- 八、同族の小児は一定の年限内に於いては、番頭、手代の下に労役せしめ、決して主人たるの待遇をなさしめざるべし。
- 九、商売は見切り時の大切なるを覚悟すべし。
- 十、長崎に出でて、夷国と商売取引すべし。

## 三井十一家
1691年（元禄4年）、高利は三井家の結束を図るため、長男・高平を総領家とする本家筋の直系男子と養子筋の連家を定めた。後に高平が制定した家憲「宗竺遺書」で、6本家（北・伊皿子・新町・室町・南・小石川）と3連家（松阪・永坂町・小野田）の9家を三井一族とした。家名はそれぞれの三井家が居住する町名にちなんで呼ばれた。
連家は享保・元文期に2家（家原・長井）が加わり、6本家5連家の三井十一家体制とされた。
江戸時代の「三井十一家」は次のようなものであった。
| 家 名    | 家系                                       | 注釈 |
| -------- | ------------------------------------------ | --- |
| 北家     | 高利の長男・高平の家系。惣領家。           | 当主は代々三井八郎右衛門を名乗る。高平は、二条油小路町に居宅を構える。 後に南隣に兄弟の高久が居宅を構えたことから、油小路北家または北家と呼ばれるようになる。 |
| 伊皿子家 | 次男・高富の家系。                         | 中立売家。 |
| 新町家   | 三男・高治の家系。                         | |
| 室町家   | 四男・高伴の家系。                         | 竹屋町家。 |
| 南家     | 九男・高久の家系。                         | |
| 小石川家 | 十男・高春の家系。                         | |
| 松阪家   | 長女みねとその夫、孝賢の家系。             | 松坂南家・若松町家。 |
| 永坂町家 | 五男・安長の長女みちとその夫、高古の家系。 | 松坂北家・鳥居坂家。 |
| 小野田家 | 長男・高平の四女たみとその夫、孝俊の家系。 | 後に断絶 |
| 長井家   | 四女・かちの家系。                         | 後に断絶 |
| 家原家   | 北家3代目高房の長女・りくの家系。          | 後に断絶 |

表中太字で背景色が着色されている家が三井6本家になる。なお、小野田・家原・長井の3家は幕末に断絶されたが、明治に入り、家格を継いだ新たな3家（五丁目・本村町・一本松町）として再興され、今日の三井11家・6本家5連家に続いている。
- 五丁目家（北家8代目高福次男三井高尚の子孫）
- 一本松町家（伊皿子家6代目高生次男三井高信の子孫）
- 本村町家（小石川家7代目高喜次男三井高明の子孫）